# 加藤唯史
加藤 唯史（かとう ただし、本名：加藤 正、1949年2月17日 - 2017年10月15日）は、日本の漫画家。北海道函館市出身。

## 概要
北海道函館西高等学校卒業後上京、新聞配達のアルバイトの傍ら、渡米を志し英会話学校に通う。しかしその1年後、棚下照生のアシスタントとなり、3年間務めた。
1973年に貸本雑誌『劇画No.1』（東考社）掲載の『妖かしの森』にてデビュー。当時のペンネームは本名の加藤正だった。その後は少年誌で執筆し、後に青年誌で連載を持つようになる。『ザ・シェフ』は後にドラマ化も果たすほどのヒット作になる。
『週刊少年チャンピオン』（秋田書店）で連載していた『ロン先生の虫眼鏡』は、当時同誌で『がきデカ』などが連載されていたせいか、同誌の「唯一の良心」と言われていた。同作はのちに『月刊少年チャンピオン』（秋田書店）へ移籍した。
2017年10月15日に病死したが、遺族の意向によりその事実は2019年5月まで伏せられていた。

## 作品一覧
- サテライトの虹（原作：秋吉薫）『週刊少年ジャンプ』集英社 1976年
- 闇の逃亡医（原作：高山紀芳）『週刊少年ジャンプ』集英社 1977年
- ロン先生の虫眼鏡（原作：光瀬龍）『週刊少年チャンピオン』秋田書店 1978年
- ボクとクロッペ 双葉社
- ペガサス、ペガサス!（原作：川北亮司）双葉社 1982年
- ホットDOC（原作：きむらはじめ）小学館 1984年
- だめだよ!木原ちゃん（原作：矢島正雄）集英社 2000年
- ザ・シェフ（原作：剣名舞）『漫画ゴラク』日本文芸社 1985年
  - ザ・シェフ〜新章〜（原案：剣名舞）『別冊漫画ゴラク』日本文芸社 2004年
  - ザ・シェフ・ファイナル（原案：剣名舞）『別冊漫画ゴラク』日本文芸社 2012年
- KACHIRI 日本文芸社 1995年
- ヤメ検弁護士シャチ 日本文芸社
- 占師サダム（加藤宗（たかし）名義）『漫画ゴラク』不定期連載
- プロジェクトX 挑戦者たち 「82億食の奇跡」 魔法のラーメン〈日清カップヌードル〉宙出版 2003年
- グルメ探偵りょうじ 『食漫』日本文芸社 2009年

## アシスタント
- 渡辺保裕
- あろひろし